# Bataille de Höchst (1622)
Guerre de Trente Ans
Batailles
La bataille de Höchst a opposé le 20 juin 1622, pendant la guerre de Trente Ans, les troupes protestantes à celles de la Ligue Catholique. Les protestants y subirent une cuisante défaite. 
Le commandant en chef des protestants, Christian de Brunswick partit en juin 1622, à la tête d'environ 15 000 hommes de la région des évêchés de Westphalie vers la région de la Landgraviat de Hesse-Darmstadt dans l'électorat de Mayence, pour y faire leur jonction avec les forces armées du comte Ernst von Mansfeld. 

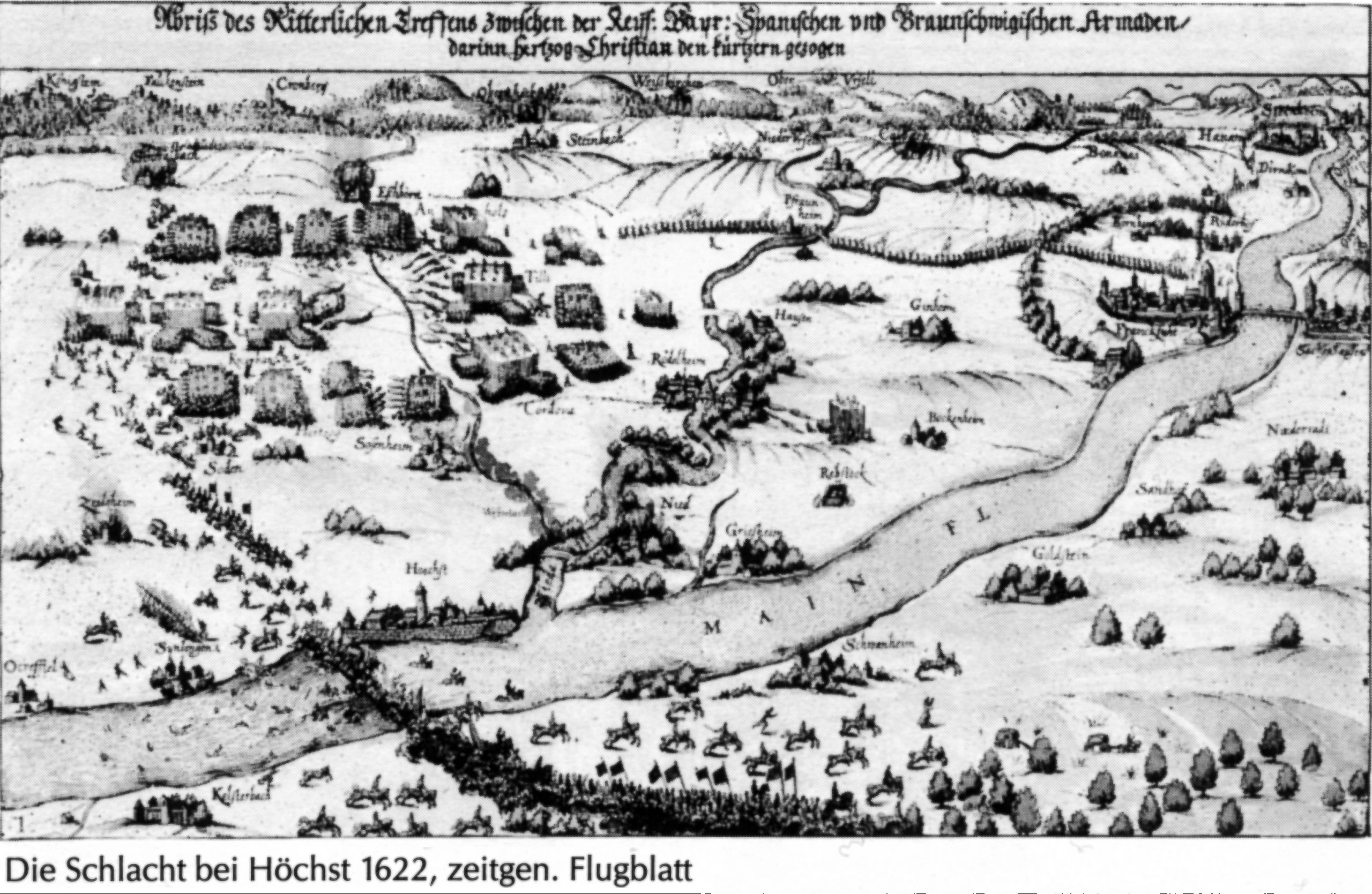
La bataille dans un tract contemporain (1625)

Lorsque Christian et son armée eurent traversé le Main aux environs de Höchst grâce à un pont de fortune, il rencontra le 20 juin une armée catholique venue du sud sous le commandement du comte de Tilly et du comte de Bronckhorst (en) qui firent ouvrir un feu très nourri. L'armée de Christian de Brunswick réussit à repousser plusieurs attaques des catholiques mais pendant l'affrontement, la panique se propagea parmi les hommes qui se trouvaient sur le pont flottant. 
De nombreux soldats tombèrent dans le Main où il se noyèrent cependant Christian de Brunswick parvint à s'échapper avec sa cavalerie pour rejoindre Mansfeld. Les pertes de l'infanterie protestante furent importantes, en morts, en blessés et en prisonniers. Le train et toute l'artillerie tombèrent aux mains de Tilly et Bronckhorst. Mais Christian de Brunswick avait pu, tout au moins, sauver sa cavalerie et son trésor de guerre.